# Klimaatmitigatie
Klimaatmitigatie bestaat uit maatregelen bedoeld om de omvang of snelheid van opwarming van de Aarde te beperken.
Over het algemeen bedoelt men met klimaatmitigatie het verminderen van de door mensen veroorzaakte emissies van broeikasgassen (met name kooldioxide (CO2), methaan (CH4), lachgas (N2O) en fluorverbindingen zoals HFK's, PFK's en zwavelhexafluoride). Naast het reduceren van broeikasgasemissies kan mitigatie ook plaatsvinden door het vergroten van de capaciteit van koolstofputten, zoals door herbebossing.
Klimaatmitigatie kan de risico's van de door de mens veroorzaakte opwarming van de Aarde aanzienlijk verminderen.
Het huidige traject van de wereldwijde uitstoot van broeikasgassen is niet in overeenstemming met het beperken van de opwarming van de aarde tot minder dan 1,5 of 2 °C. Wereldwijd zijn echter de voordelen van de opwarming onder de 2 °C te houden groter dan de kosten.

## Stabilisatie van de concentraties aan broeikassen
Op dit moment voegen menselijke activiteiten CO2 sneller toe aan de atmosfeer dan natuurlijke processen het kunnen verwijderen. Het IPCC heeft benadrukt dat het nodig is om de opwarming van de aarde onder de 1,5 °C te houden vergeleken met pre-industriële niveaus om enkele onomkeerbare effecten te vermijden. De gevolgen van klimaatverandering kunnen worden beperkt door de uitstoot van broeikasgassen te verminderen en door het vermogen van het aardoppervlak om broeikasgassen uit de atmosfeer te absorberen, te vergroten.
Om met grote kans op succes de opwarming van de aarde te beperken tot minder dan 1,5 °C, schat het IPCC dat de wereldwijde uitstoot van broeikasgassen tegen 2050 netto nul moet zijn, of tegen 2070 als de doelstelling 2 °C is. Dit vereist ingrijpende, systeemveranderingen op een ongekende schaal in energie, land, steden, transport, gebouwen en industrie. Om vooruitgang te boeken om dit doel te bereiken, schat het Milieuprogramma van de Verenigde Naties dat landen in de jaren 2020 het aantal reducties moeten verdrievoudigen ten opzichte van waartoe ze zich in het huidige akkoord van Parijs hebben toe verbonden.
Het IPCC werkt met het concept van een vast koolstofbudget. Als de uitstoot op het huidige niveau van 42 Gt CO2  blijft, zou het koolstofbudget om de opwarming te beperken tot 1,5 °C in 2028 kunnen zijn opgebruikt. De temperatuurstijging tot dat niveau zou met enige vertraging plaatsvinden tussen 2030 en 2052.
Prognoses van toekomstige broeikasgasemissies zijn hoogst onzeker. Zonder beleid om de klimaatverandering tegen te gaan, zou de uitstoot van broeikasgassen in de 21e eeuw aanzienlijk kunnen stijgen. Huidige wetenschappelijke projecties waarschuwen voor een temperatuurstijging van 4,5 graden in decennia.

## Maatregelen

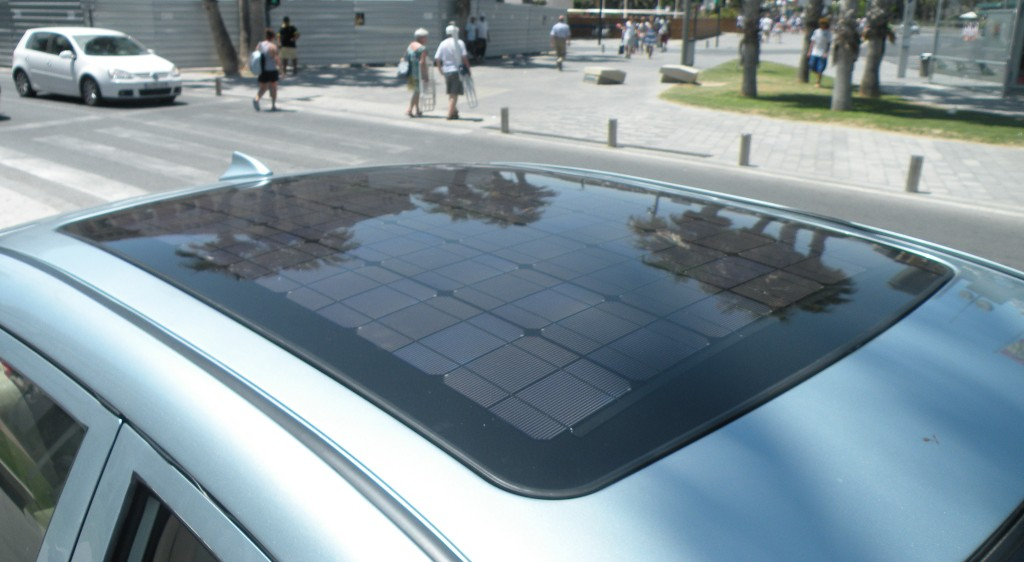
Een zonnepaneel gemonteerd op een hybride auto. Door het gebruik van zonne-energie is er minder brandstof nodig en stoot de auto minder broeikasgassen uit.

De belangrijkste maatregel voor mitigatie is het uitfaseren van fossiele brandstoffen en het bevorderen van een energietransitie richting koolstofarme energiebronnen. Dit omvat zowel kernenergie als hernieuwbare energie, zoals zonne-energie, windenergie, waterkracht, geothermische energie en bio-energie. 
Een groot aandeel van wind- en zonne-energie zorgt voor een  variabele productie van elektriciteit. De uitbouw van een smart grid kan dit probleem opvangen.
Niet enkel voor elektriciteitsproductie worden nog veel fossiele brandstoffen gebruikt, ook voor verwarming. Massaal huizen isoleren en huizen  verwarmen aan de hand van warmtepompen is dus ook een belangrijke mitigatiemaatregel.
Verder is transport verantwoordelijk voor 20–25% van de wereldwijde CO2-uitstoot. Overschakelen naar elektrische auto's en het promoten van openbaar vervoer of fietsgebruik kan de uitstoot door transport aanzienlijk verminderen.
Andere maatregelen zijn bijvoorbeeld energiebesparing, de afvang en verbranding van methaan op stortplaatsen, voorkomen van cfk-lekkages en het herstel van (veen)bossen.
Beleidsinstrumenten die mitigatie bevorderen zijn onder andere emissiehandel, belasting op CO2-emissies en subsidies voor duurzame energie.
- Econoom Robert Dur over de verschillende maatregelen die de overheid kan nemen voor klimaatmitigatie - Universiteit van Nederland
- Professor bosbeheer Bart Muys over de mogelijkheden van bossen om de opwarming van de Aarde tegen te gaan - Universiteit van Vlaanderen

## Kosten en opbrengsten
Zowel het IPCC als het Stern rapport geven schattingen van maatschappelijke kosten en baten van mitigatie. Volgens de Stern Review kan de kost van geen actie ondernemen even hoog zijn als het equivalent van het verliezen van ten minste 5% van het wereldwijde bruto binnenlands product (BBP) per jaar, nu en voor altijd (tot 20% van het BBP of meer, als er een bredere range van risico's en effecten wordt inbegrepen), terwijl het verminderen van de klimaatverandering slechts ongeveer 2% van het BBP kost.
Vanuit financieel oogpunt is het geen goed idee om het aanzienlijk verminderen van de uitstoot van broeikasgassen uit te stellen.
Een economische impactanalyse van 2014 door Regional Economic Models, Incorporated (REMI) concludeerde dat een koolstoftaks die begint bij $ 10 per ton en die met $ 10 per jaar wordt verhoogd, waarbij alle netto-inkomsten aan huishoudens als energiedividend zouden worden teruggegeven, aanzienlijke milieu-, gezondheids- en economische voordelen:
- CO2-emissies in de Verenigde Staten zouden in de eerste 20 jaar tot 50% dalen ten opzichte van het niveau van 1990.
- In dezelfde tijdsspanne zou de vermindering van luchtvervuiling die gepaard gaat met CO2 emissies leiden tot 230.000 minder vroegtijdige sterfgevallen.
- Regelmatige dividenduitkeringen zouden de Amerikaanse economie stimuleren, wat zou leiden tot het creëren van 2,8 miljoen banen boven het basisscenario tijdens de eerste twee decennia van het programma.
- Het stimulerende effect bleek ook een positieve invloed te hebben op het nationale BBP, met een verhoging van $ 70–85 miljard per jaar wat voor een cumulatieve stijging van met $ 1,375 biljoen over 20 jaar zorgt ten opzichte van de baseline. Dit is het equivalent van het toevoegen van een extra jaar groei in die periode.

## Internationale afspraken

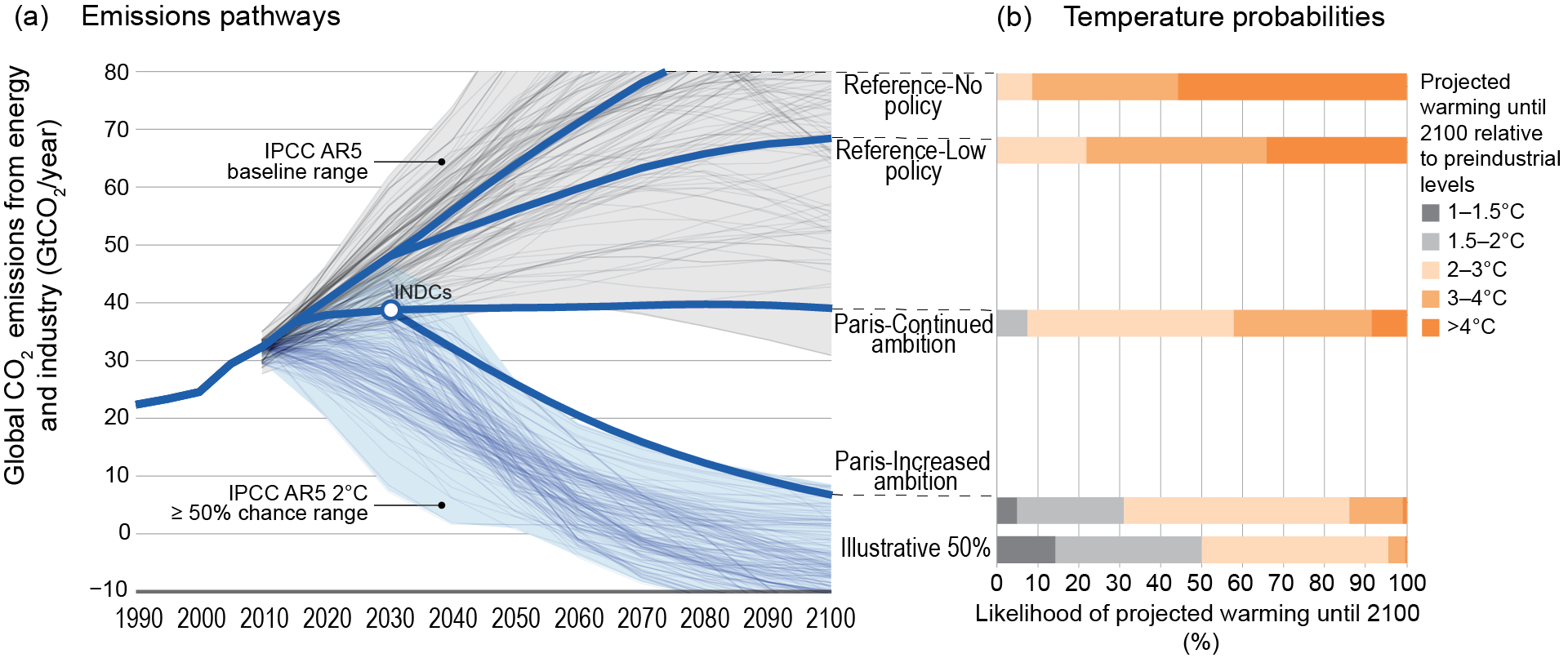
Impact van het akkoord van Parijs indien alle mitigatiemaatregelen worden genomen om de afgesproken doelstellingen te halen

Bijna alle landen nemen deel aan het United Nations Framework Convention on Climate Change (UNFCCC). Het uiteindelijke doel van de UNFCCC is om de concentraties van broeikasgassen in de atmosfeer te stabiliseren op een niveau waarop ecosystemen zich op natuurlijke wijze kunnen aanpassen aan klimaatverandering, de voedselproductie niet wordt bedreigd en de economische ontwikkeling op duurzame wijze kan plaatsvinden.  Het Kyotoprotocol, dat in 1997 tot stand is gekomen, was het eerste belangrijke internationale verdrag dat gaat over mitigatie. Industrielanden hadden afgesproken om de uitstoot van broeikasgassen in de periode 2008–2012 gemiddeld met 5% te verminderen ten opzichte van het niveau in 1990. In 2010 kwamen de landen bij het UNFCCC overeen dat de toekomstige opwarming van de aarde beperkt zou moeten blijven tot minder dan 2 °C ten opzichte van het pre- industriële niveau. Met het akkoord van Parijs van 2015 werd dit bevestigd: de doelstelling van het akkoord is mitigatiemaatregelen nemen om de opwarming van de Aarde te beperken tot ruim onder 2 °C, maar bij voorkeur tot maximaal 1,5 °C.